# Cnemaspis
Cnemaspis is een geslacht van hagedissen dat behoort tot de gekko's (Gekkota) en de familie Gekkonidae.

## Naam en indeling
De wetenschappelijke naam van de groep werd voor het eerst voorgesteld door Alexander Strauch in 1842. De hagedissen werden eerder aan andere geslachten toegekend, zoals Cyrtodactylus, Gymnodactylus en Gonatodes.
Er zijn 181 soorten, inclusief zestien soorten die pas beschreven zijn in 2020 en vijf soorten zijn pas bekend sinds 2021. Het soortenaantal wordt hierdoor in de literatuur vaak lager opgegeven.

## Verspreiding en habitat
De hagedissen komen voor in delen van Azië en Afrika en leven in de landen Cambodja, Benin, Congo-Kinshasa, Equatoriaal-Guinea, Ethiopië, Ghana, Guinee, India, Indonesië, Ivoorkust, Kameroen, Kenia, Laos, Maleisië, Myanmar, Nigeria, Oeganda, Rwanda, Sierra Leone, Singapore, Soedan, Sri Lanka, Tanzania, Thailand, Togo en Vietnam. De habitat bestaat uit vochtige tropische en subtropische bossen, zowel in laaglanden als in bergstreken, rotsige omgevingen zoals kliffen, grotten en droge tropische en subtropische bossen. Ook in door de mens aangepaste streken zoals plantages, landelijke tuinen en aangetaste bossen kunnen de dieren worden aangetroffen.

## Beschermingsstatus
Door de internationale natuurbeschermingsorganisatie IUCN is aan 88 soorten een beschermingsstatus toegewezen. Van de gekko's worden 38 sioorten beschouwd als 'veilig' (Least Concern of LC), 14 soorten als 'onzeker' (Data Deficient of DD), 13 soorten als 'kwetsbaar' (Vulnerable of VU) en 12 soorten als 'gevoelig' (Near Threatened of NT). Acht soorten worden gezien als 'bedreigd' (Endangered of EN) en de soorten Cnemaspis paripari, Cnemaspis anaikattiensis en Cnemaspis temiah ten slotte staan te boek als 'ernstig bedreigd' (Critically Endangered of CR).

## Soorten
Het geslacht omvat de volgende soorten, met de auteur en het verspreidingsgebied.
| Naam                        | Auteur | Verspreidingsgebied                                                    |
| --------------------------- | --- | ---------------------------------------------------------------------- |
| Cnemaspis aaronbaueri       | Sayyed, Grismer, Campbell, & Dileepkumar, 2019                                                                         | India                                                                  |
| Cnemaspis aceh              | Iskandar, McGuire, & Amarasinghe, 2017                                                                                 | Indonesië                                                              |
| Cnemaspis adangrawi         | Ampai, Rujirawan, Wood, Stuart, & Aowphol, 2019                                                                        | Thailand                                                               |
| Cnemaspis adii              | Srinivasulu, Kumar & Srinivasulu, 2015                                                                                 | India                                                                  |
| Cnemaspis affinis           | Stoliczka, 1870 | Maleisië                                                               |
| Cnemaspis africana          | Werner, 1895 | Kenia, Tanzania, Oeganda, Kameroen, Ivoorkust                          |
| Cnemaspis agarwali          | Khandekar, 2019 | India                                                                  |
| Cnemaspis ajijae            | Sayyed, Pyron, & DiLeepkumar, 2018                                                                                     | India                                                                  |
| Cnemaspis alantika          | Bauer, Chirio, Ineich & Lebreton, 2006                                                                                 | Kameroen                                                               |
| Cnemaspis alwisi            | Mendis Wickramasinghe & Munindradasa, 2007                                                                             | Sri Lanka                                                              |
| Cnemaspis amba              | Khandekar, Thackeray, & Agarwal, 2019                                                                                  | India                                                                  |
| Cnemaspis amboliensis       | Sayyed, Pyron, & DiLeepkumar, 2018                                                                                     | India                                                                  |
| Cnemaspis amith             | Manamendra-Arachchi, Batuwita & Pethiyagoda, 2007                                                                      | Sri Lanka                                                              |
| Cnemaspis anamudiensis      | Cyria, Johny, Umesh, & Palot, 2018                                                                                     | India                                                                  |
| Cnemaspis anandani          | Murthy, Nitesh, Sengupta, & Deepak, 2019                                                                               | India                                                                  |
| Cnemaspis andalas           | Iskandar, McGuire, & Amarasinghe, 2017                                                                                 | Indonesië                                                              |
| Cnemaspis andersonii        | Annandale, 1905 | India                                                                  |
| Cnemaspis anslemi           | Karunarathna & Ukuwela, 2019                                                                                           | Sri Lanka                                                              |
| Cnemaspis argus             | Dring, 1979 | Maleisië                                                               |
| Cnemaspis assamensis        | Das & Sengupta, 2000                                                                                                   | India                                                                  |
| Cnemaspis aurantiacopes     | Grismer & Ngo, 2007 | Vietnam                                                                |
| Cnemaspis australis         | Manamendra-Arachchi, Batuwita & Pethiyagoda, 2007                                                                      | India                                                                  |
| Cnemaspis avasabinae        | Agarwal, Bauer, & Khandekar, 2020                                                                                      | India                                                                  |
| Cnemaspis bangara           | Agarwal, Thackeray, Pal, & Khandekar, 2020                                                                             | India                                                                  |
| Cnemaspis barbouri          | Perret, 1986 | Tanzania                                                               |
| Cnemaspis baueri            | Das & Grismer, 2003 | Maleisië                                                               |
| Cnemaspis bayuensis         | Grismer, Grismer, Wood & Chan, 2008                                                                                    | Maleisië                                                               |
| Cnemaspis beddomei          | Theobald, 1876 | India                                                                  |
| Cnemaspis bidongensis       | Grismer, Wood, Ahmad, Sumarli, Vazquez, Ismail, Nance, Mohd-Amin, Othman, Rizaijessika, Kuss, Murdoch & Cobos, 2014    | Maleisië                                                               |
| Cnemaspis biocellata        | Grismer, Chan, Nasir & Sumontha, 2008                                                                                  | Thailand, Maleisië                                                     |
| Cnemaspis boiei             | Gray, 1842 | India                                                                  |
| Cnemaspis boulengeri        | Strauch, 1887 | Vietnam                                                                |
| Cnemaspis butewai           | Karunarathna et. al., 2019                                                                                             | Sri Lanka                                                              |
| Cnemaspis caudanivea        | Grismer & Ngo, 2007 | Vietnam                                                                |
| Cnemaspis chanardi          | Grismer, Sumontha, Cota, Grismer, Wood, Pauwels & Kunya, 2010                                                          | Thailand                                                               |
| Cnemaspis chanthaburiensis  | Bauer & Das, 1998 | Thailand, Cambodja                                                     |
| Cnemaspis chengodumalaensis | Cyriac, Palot, Deuti, & Umesh, 2020                                                                                    | India                                                                  |
| Cnemaspis dezwaani          | Das, 2005 | Indonesië                                                              |
| Cnemaspis dickersonae       | Schmidt, 1919 | Ethiopië, Congo-Kinshasa, Tanzania, Soedan, Oeganda, Kenia, Rwanda     |
| Cnemaspis dilepis           | Perret, 1963 | Kameroen                                                               |
| Cnemaspis dissanayakai      | Karunarathna et. al., 2019                                                                                             | Sri Lanka                                                              |
| Cnemaspis dringi            | Das & Bauer, 1998 | Indonesië, Maleisië                                                    |
| Cnemaspis elgonensis        | Loveridge, 1935 | Kenia, Oeganda                                                         |
| Cnemaspis flavigaster       | Chan & Grismer, 2008                                                                                                   | Maleisië                                                               |
| Cnemaspis flaviventralis    | Sayyed, Pyron, & Dahanukar, 2016                                                                                       | India                                                                  |
| Cnemaspis flavolineata      | Nicholls, 1949 | Maleisië                                                               |
| Cnemaspis gemunu            | Bauer, De Silva, Greenbaum & Jackman, 2007                                                                             | Sri Lanka                                                              |
| Cnemaspis gigas             | Perret, 1986 | Nigeria                                                                |
| Cnemaspis girii             | Mirza, Pal, Bhosale & Sanap, 2014                                                                                      | India                                                                  |
| Cnemaspis goaensis          | Sharma, 1976 | India                                                                  |
| Cnemaspis godagedarai       | Silva, Bauer, Botejue, & Karunarathna, 2019                                                                            | Sri Lanka                                                              |
| Cnemaspis gotaimbarai       | Karunarathna et. al., 2019                                                                                             | Sri Lanka                                                              |
| Cnemaspis gracilis          | Beddome, 1870 | India                                                                  |
| Cnemaspis graniticola       | Agarwal, Thackeray, Pal, & Khandekar, 2020                                                                             | India                                                                  |
| Cnemaspis grismeri          | Wood, Quah, Anuar & Muin, 2013                                                                                         | Maleisië                                                               |
| Cnemaspis hangus            | Grismer, Wood, Anuar, Riyanto, Ahmad, Muin, Sumontha, Grismer, Onn, Quah & Pauwels, 2014                               | Maleisië                                                               |
| Cnemaspis harimau           | Chan, Grismer, Anuar, Quah, Muin, Savage, Grismer, Ahmad, Remegio & Greer, 2010                                        | Maleisië                                                               |
| Cnemaspis heteropholis      | Bauer, 2002 | India                                                                  |
| Cnemaspis hitihamii         | Karunarathna et. al., 2019                                                                                             | Sri Lanka                                                              |
| Cnemaspis huaseesom         | Grismer, Sumontha, Cota, Grismer, Wood, Pauwels & Kunya, 2010                                                          | Thailand                                                               |
| Cnemaspis indica            | Gray, 1846 | India                                                                  |
| Cnemaspis ingerorum         | Batuwita, Agarwal, & Bauer, 2019                                                                                       | Sri Lanka                                                              |
| Cnemaspis jacobsoni         | Das, 2005 | Indonesië                                                              |
| Cnemaspis jerdonii          | Theobald, 1868 | India                                                                  |
| Cnemaspis kallima           | Manamendra-Arachchi, Batuwita & Pethiyagoda, 2007                                                                      | Sri Lanka                                                              |
| Cnemaspis kamolnorranathi   | Grismer, Sumontha, Cota, Grismer, Wood, Pauwels & Kunya, 2010                                                          | Thailand                                                               |
| Cnemaspis kandambyi         | Batuwita & Udugampala, 2017                                                                                            | Sri Lanka                                                              |
| Cnemaspis kandiana          | Kelaart, 1852 | Sri Lanka                                                              |
| Cnemaspis karsticola        | Grismer, Grismer, Wood & Chan, 2008                                                                                    | Maleisië                                                               |
| Cnemaspis kawminiae         | Karunarathna, Silva, Bauer & Botejue, 2019                                                                             | Sri Lanka                                                              |
| Cnemaspis kendallii         | Gray, 1845 | Maleisië, Singapore, Indonesië                                         |
| Cnemaspis kivulegedarai     | Silva, Bauer, Botejue, Ukuwela, Gabadage, Gorin, Poyarkov, Surasinghe & Karunarathna, 2019                             | Sri Lanka                                                              |
| Cnemaspis koehleri          | Mertens, 1937 | Kameroen, Equatoriaal-Guinea                                           |
| Cnemaspis kohukumburai      | Silva, Bauer, Botejue, Ukuwela, Gabadage, Gorin, Poyarkov, Surasinghe & Karunarathna, 2019                             | Sri Lanka                                                              |
| Cnemaspis kolhapurensis     | Giri, Bauer & Gaikwad, 2009                                                                                            | India                                                                  |
| Cnemaspis kotagamai         | Karunarathna, Silva, Bauer & Botejue, 2019                                                                             | Sri Lanka                                                              |
| Cnemaspis kottiyoorensis    | Cyriac & Umesh, 2014                                                                                                   | India                                                                  |
| Cnemaspis koynaensis        | Khandekar, Thackeray, & Agarwal, 2019                                                                                  | India                                                                  |
| Cnemaspis krishnagiriensis  | Agarwal, Thackeray, & Khandekar, 2021                                                                                  | India                                                                  |
| Cnemaspis kumarasinghei     | Mendis Wickramasinghe & Munindradasa, 2007                                                                             | Sri Lanka                                                              |
| Cnemaspis kumpoli           | Taylor, 1963 | Thailand, Maleisië                                                     |
| Cnemaspis laoensis          | Grismer, 2010 | Laos                                                                   |
| Cnemaspis latha             | Manamendra-Arachchi, Batuwita & Pethiyagoda, 2007                                                                      | Sri Lanka                                                              |
| Cnemaspis leucura           | Kurita, Nishikawa, Matsui, & Hikida, 2017                                                                              | Maleisië                                                               |
| Cnemaspis limayei           | Sayyed, Pyron, & Dileepkumar, 2018                                                                                     | India                                                                  |
| Cnemaspis limi              | Das & Grismer, 2003 | Maleisië                                                               |
| Cnemaspis lineatubercularis | Ampai, Wood, Stuart, & Aowphol, 2020                                                                                   | Thailand                                                               |
| Cnemaspis lineogularis      | Wood, Grismer, Aowphol, Aguilar, Cota, Grismer, Murdoch, & Sites, 2017                                                 | Thailand                                                               |
| Cnemaspis littoralis        | Jerdon, 1853 | India                                                                  |
| Cnemaspis lokugei           | Karunarathna, de Silva, Gabadage, Botejue, Madawala, and Ukuwela, 2021                                                 | Sri Lanka                                                              |
| Cnemaspis maculicollis      | Cyria, Johny, Umesh, & Palot, 2018                                                                                     | India                                                                  |
| Cnemaspis magnifica         | Khandekar, Thackeray, Pal, & Agarwal, 2020                                                                             | India                                                                  |
| Cnemaspis mahabali          | Sayyed, Pyron, & Dileepkumar, 2018                                                                                     | India                                                                  |
| Cnemaspis mahsuriae         | Grismer, Wood, Quah, Anuar, Ngadi & Ahmad, 2015                                                                        | Maleisië                                                               |
| Cnemaspis manoae            | Amarasinghe & Karunarathna, 2020                                                                                       | Sri Lanka                                                              |
| Cnemaspis mcguirei          | Grismer, Grismer, Wood & Chan, 2008                                                                                    | Maleisië                                                               |
| Cnemaspis menikay           | Manamendra-Arachchi, Batuwita & Pethiyagoda, 2007                                                                      | Sri Lanka                                                              |
| Cnemaspis minang            | Iskandar, Mcguire & Amarasinghe, 2017                                                                                  | Indonesië                                                              |
| Cnemaspis modiglianii       | Das, 2005 | Indonesië                                                              |
| Cnemaspis molligodai        | Mendis Wickramasinghe & Munindradasa, 2007                                                                             | Sri Lanka                                                              |
| Cnemaspis monachorum        | Grismer, Ahmad, Chan, Belabut, Muin, Wood & Grismer, 2009                                                              | Maleisië                                                               |
| Cnemaspis monticola         | Manamendra-Arachchi, Batuwita & Pethiyagoda, 2007                                                                      | India                                                                  |
| Cnemaspis mumpuniae         | Grismer, Wood, Anuar, Riyanto, Ahmad, Muin, Sumontha, Grismer, Onn, Quah & Pauwels, 2014                               | India                                                                  |
| Cnemaspis muria             | Riyanto, Munir, Martamenggala, Fitriana, & Hamidy, 2019                                                                | Indonesië                                                              |
| Cnemaspis mysoriensis       | Jerdon, 1853 | India                                                                  |
| Cnemaspis nairi             | Inger, Marx & Koshy, 1984                                                                                              | India                                                                  |
| Cnemaspis nandimithrai      | Silva, Bauer, Botejue, Ukuwela, Gabadage, Gorin, Poyarkov, Surasinghe & Karunarathna, 2019                             | Sri Lanka                                                              |
| Cnemaspis narathiwatensis   | Grismer, Sumontha, Cota, Grismer, Wood, Pauwels & Kunya, 2010                                                          | Thailand                                                               |
| Cnemaspis neangthyi         | Grismer, Grismer & Chav, 2010                                                                                          | Cambodja                                                               |
| Cnemaspis nicobaricus       | Chandramouli, 2020 | India                                                                  |
| Cnemaspis nigridia          | Smith, 1925 | Maleisië, Indonesië, Singapore                                         |
| Cnemaspis nilagirica        | Manamendra-Arachchi, Batuwita & Pethiyagoda, 2007                                                                      | India                                                                  |
| Cnemaspis nilgala           | Karunarathna, Bauer, de Silva, Surasinghe, Somaratna, Madawala, Gabadage, Botejue, Henkanaththegedara, & Ukuwela, 2019 | Sri Lanka                                                              |
| Cnemaspis niyomwanae        | Grismer, Sumontha, Cota, Grismer, Wood, Pauwels & Kunya, 2010                                                          | Thailand, Cambodja                                                     |
| Cnemaspis nuicamensis       | Grismer & Ngo, 2007 | Vietnam                                                                |
| Cnemaspis occidentalis      | Angel, 1943 | Guinea, Sierra Leone, Ivoorkust                                        |
| Cnemaspis omari             | Grismer, Wood, Anuar, Riyanto, Ahmad, Muin, Sumontha, Grismer, Onn, Quah & Pauwels, 2014                               | Maleisië                                                               |
| Cnemaspis ornata            | Beddome, 1870 | India                                                                  |
| Cnemaspis otai              | Das & Bauer, 2000 | India                                                                  |
| Cnemaspis pagai             | Iskandar, McGuire, & Amarsinghe, 2017                                                                                  | Indonesië                                                              |
| Cnemaspis palakkadensis     | Sayyed, Cyriac, & Dileepkumar, 2020                                                                                    | India                                                                  |
| Cnemaspis paripari          | Grismer & Onn, 2009 | Indonesië                                                              |
| Cnemaspis pava              | Manamendra-Arachchi, Batuwita & Pethiyagoda, 2007                                                                      | Sri Lanka                                                              |
| Cnemaspis pemanggilensis    | Grismer & Das, 2006 | Maleisië                                                               |
| Cnemaspis peninsularis      | Grismer, Wood, Anuar, Riyanto, Ahmad, Muin, Sumontha, Grismer, Onn, Quah & Pauwels, 2014                               | Maleisië, Singapore                                                    |
| Cnemaspis perhentianensis   | Grismer & Chan, 2008                                                                                                   | Maleisië                                                               |
| Cnemaspis petrodroma        | Perret, 1986 | Nigeria                                                                |
| Cnemaspis phangngaensis     | Wood, Grismer, Aowphol, Aguilar, Cota, Grismer, Murdoch, & Sites, 2017                                                 | Thailand                                                               |
| Cnemaspis phillipsi         | Manamendra-Arachchi, Batuwita & Pethiyagoda, 2007                                                                      | Sri Lanka                                                              |
| Cnemaspis phuketensis       | Das & Leong, 2004 | Thailand                                                               |
| Cnemaspis podihuna          | Deraniyagala, 1944 | Sri Lanka                                                              |
| Cnemaspis pseudomcguirei    | Grismer, Ahmad, Chan, Belabut, Muin, Wood & Grismer, 2009                                                              | Maleisië                                                               |
| Cnemaspis psychedelica      | Grismer, Ngo & Grismer, 2010                                                                                           | Vietnam                                                                |
| Cnemaspis pulchra           | Manamendra-Arachchi, Batuwita & Pethiyagoda, 2007                                                                      | Sri Lanka                                                              |
| Cnemaspis punctata          | Manamendra-Arachchi, Batuwita & Pethiyagoda, 2007                                                                      | Sri Lanka                                                              |
| Cnemaspis punctatonuchalis  | Grismer, Sumontha, Cota, Grismer, Wood, Pauwels & Kunya, 2010                                                          | Thailand                                                               |
| Cnemaspis purnamai          | Riyanto, Hamidy, Sidik, & Gunalen, 2017                                                                                | Indonesië                                                              |
| Cnemaspis quattuorseriata   | Sternfeld, 1912 | Kameroen, Congo-Kinshasa, Rwanda, Kenia, Oeganda, mogelijk in Tanzania |
| Cnemaspis rajabasa          | Amarasinghe, Harvey, Riyanto & Smith, 2015                                                                             | Indonesië                                                              |
| Cnemaspis rajakarunai       | Wickramasinghe, Vidanapathirana, & Rathnayaka, 2016                                                                    | Sri Lanka                                                              |
| Cnemaspis rajgadensis       | Sayyed, Cyriac, Pardeshi, & Sulakhe, 2021                                                                              | India                                                                  |
| Cnemaspis rammalensis       | Vidanapathirana, Gehan-Rajeev, Wickramasinghe, Fernando & Mendis-Wickramasinghe, 2014                                  | Sri Lanka                                                              |
| Cnemaspis ranganaensis      | Sayyed & Sulakhe, 2020                                                                                                 | India                                                                  |
| Cnemaspis retigalensis      | Mendis Wickramasinghe & Munindradasa, 2007                                                                             | Sri Lanka                                                              |
| Cnemaspis rishivalleyensis  | Agarwal, Thackeray, & Khandekar, 2020                                                                                  | India                                                                  |
| Cnemaspis roticanai         | Grismer & Onn, 2010 | Maleisië                                                               |
| Cnemaspis samanalensis      | Mendis Wickramasinghe & Munindradasa, 2007                                                                             | Sri Lanka                                                              |
| Cnemaspis scalpensis        | Ferguson, 1877 | Sri Lanka                                                              |
| Cnemaspis schalleri         | Agarwal, Thackeray, & Khandekar, 2021                                                                                  | India                                                                  |
| Cnemaspis selamatkanmerapoh | Grismer, Wood, Mohamed, Chan, Heinz, Sumarli, Chan & Loredo, 2013                                                      | Maleisië                                                               |
| Cnemaspis selenolagus       | Grismer, Yushchenko, Pawangkhanant, Nazarov, Naiduangchan, Suwannapoom & Poyarkov, 2020                                | Thailand                                                               |
| Cnemaspis shahruli          | Grismer, Chan, Quah, Muin, Savage, Grismer, Ahmad, Greer & Remegio, 2010                                               | Maleisië                                                               |
| Cnemaspis shevaroyensis     | Khandekar, Gaitonde, & Agarwal, 2019                                                                                   | India                                                                  |
| Cnemaspis siamensis         | Smith, 1925 | Thailand, Myanmar                                                      |
| Cnemaspis silvula           | Manamendra-Arachchi, Batuwita & Pethiyagoda, 2007                                                                      | Sri Lanka                                                              |
| Cnemaspis sisparensis       | Theobald, 1876 | India                                                                  |
| Cnemaspis spinicollis       | Müller, 1907 | Ivoorkust, Kameroen, Benin, Nigeria, Togo, Ghana                       |
| Cnemaspis stellapulvis      | Khandekar, Thackeray, & Agarwal, 2020                                                                                  | India                                                                  |
| Cnemaspis stongensis        | Grismer, Wood, Anuar, Riyanto, Ahmad, Muin, Sumontha, Grismer, Onn, Quah & Pauwels, 2014                               | Maleisië                                                               |
| Cnemaspis sundagekko        | Grismer, Wood, Anuar, Riyanto, Ahmad, Muin, Sumontha, Grismer, Onn, Quah & Pauwels, 2014                               | Indonesië                                                              |
| Cnemaspis sundainsula       | Grismer, Wood, Anuar, Riyanto, Ahmad, Muin, Sumontha, Grismer, Onn, Quah & Pauwels, 2014                               | Indonesië                                                              |
| Cnemaspis tanintharyi       | Lee, Miller, Zug, & Mulcahy, 2019                                                                                      | Myanmar                                                                |
| Cnemaspis tapanuli          | Iskandar, McGuire, & Amarsinghe, 2017                                                                                  | Indonesië                                                              |
| Cnemaspis tarutaoensis      | Ampai, Rujirawan, Wood, Stuart, & Aowphol, 2019                                                                        | Thailand                                                               |
| Cnemaspis temiah            | Grismer, Wood, Anuar, Riyanto, Ahmad, Muin, Sumontha, Grismer, Onn, Quah & Pauwels, 2014                               | Maleisië                                                               |
| Cnemaspis thachanaensis     | Wood, Grismer, Aowphol, Aguilar, Cota, Grismer, Murdoch, & Sites, 2017                                                 | Thailand                                                               |
| Cnemaspis thackerayi        | Khandekar, Gaitonde, & Agarwal, 2019                                                                                   | India                                                                  |
| Cnemaspis thayawthadangyi   | Lee, Miller, Zug, & Mulcahy, 2019                                                                                      | Myanmar                                                                |
| Cnemaspis tropidogaster     | Boulenger, 1885 | Sri Lanka, India                                                       |
| Cnemaspis tubaensis         | Quah, Wood, Anuar, & Muin, 2020                                                                                        | Maleisië                                                               |
| Cnemaspis tucdupensis       | Grismer & Ngo, 2007 | Vietnam                                                                |
| Cnemaspis upendrai          | Manamendra-Arachchi, Batuwita & Pethiyagoda, 2007                                                                      | Sri Lanka                                                              |
| Cnemaspis uttaraghati       | Agarwal, Thackeray, & Khandekar, 2021                                                                                  | India                                                                  |
| Cnemaspis uzungwae          | Perret, 1986 | Tanzania                                                               |
| Cnemaspis vandeventeri      | Grismer, Sumontha, Cota, Grismer, Wood, Pauwels & Kunya, 2010                                                          | Thailand                                                               |
| Cnemaspis whittenorum       | Das, 2005 | Indonesië                                                              |
| Cnemaspis wicksi            | Stoliczka, 1873 | India                                                                  |
| Cnemaspis wynadensis        | Beddome, 1870 | India                                                                  |
| Cnemaspis yelagiriensis     | Agarwal, Thackeray, Pal, & Khandekar, 2020                                                                             | India                                                                  |
| Cnemaspis yercaudensis      | Das & Bauer, 2000 | India                                                                  |
| Cnemaspis zacharyi          | Cyriac, Palot, Deuti, & Umesh, 2020                                                                                    | India                                                                  |